# 土肉桂似尖葉節蜱
土肉桂似尖葉節蜱（学名：Acaphyllisa osmophloea）为節蜱科似尖葉節蜱屬下的一个种。